# بيل بينيت (لاعب كرة قدم)
بيل بينيت (بالإنجليزية: Bill Bennett)‏ هو لاعب كرة قدم أسترالي، ولد في 12 أبريل 1948. لعب مع نادي كارلتون لكرة القدم.

## وصلات خارجية
- بيل بينيت على موقع AustralianFootball.com (الإنجليزية)
- بيل بينيت على موقع AFLtables.com (الإنجليزية)